# Hero 108
Hero 108 (Hero: 108) – amerykańsko-brytyjski serial animowany, po raz pierwszy zaprezentowany 1 marca 2010 roku. W Polsce premiera odbyła się 31 maja 2010 roku na kanale Cartoon Network.

## Opis Fabuły
Serial opowiada o przygodach pięciu bohaterów z armii zwanej Zieloni. Walczą oni o pokój między ludźmi i zwierzętami w Ukrytym Królestwie. Na drodze stoją im Wielki Szachraj, Bracia Zebra oraz ich armia podburzonych zwierząt. Tak naprawdę za sznurki pociągają jednak mistyczni Dwuwładcy.

## Pozytywni

### Główni
- Kapitan Małpicki (ang. Commander ApeTrully) – czerwona małpa, która zaprojektowała siedzibę Zielonych, aby pokonać Wielkiego Szachraja, będąca również Królem Małp. Obawiając się, że ludzie nie zaufają małpie, przebiera się za człowieka. Włada językami zarówno ludzi, jak i zwierząt. Często próbuje przekupić zwierzęta złotem, przez co wpada w tarapaty i Oddział Pierwszy musi przybywać mu na ratunek (w pierwszej serii swoją dyplomacją przekonał tylko Króla Papug, cała reszta monarchów dołączała po porażkach w bitwach i/lub konkursach). Mimo że usilnie próbuje ukryć to, że jest małpą, to zdarza mu się skakać po drzewach, czy podkradać banany Krzepkiemu Rayowi. Na głowie nosi parasolkę, która zapewnia mu radiowy kontakt z bazą Zielonych. Porusza się z reguły za pomocą helikoptera. W Zielonych ma numer 001.
- Mędrzec Woo (ang. Woo the Wise) – pierwsza osoba, którą Małpicki przekonał do przyłączenia się do Zielonych. Ten wynalazca i pustelnik korzysta ze swojej wiedzy, aby pomóc Oddziałowi Pierwszemu w walce z Armią Zwierząt. Czasem brakuje mu pomysłów, panikuje pod presją i szuka wtedy głupich wymówek. Swoją Księgę Wiedzy nosi na głowie, a jej strony przekłada za pomocą wskaźnika, tak, aby wszyscy wiedzieli o czym mówi. Jest rówieśnikiem Szachraja i jego rywalem z dzieciństwa, ale ukrywa to za pomocą sztucznych wąsów, z którymi wygląda starzej. Zdarza się, że sztuczne wąsy odpadają i musi je z powrotem doklejać. Czasem jego szata sama z siebie się odgina i zakrywa mu twarz. Wydaje się spokojny, ale jeśli np. jest zakłopotany, jego uczucia pojawiają się z tyłu głowy. W Zielonych ma numer 003.

#### Oddział Pierwszy
- Pan Rączy (ang. Mr. No Hands) – przywódca i osobisty, surowy trener Oddziału Pierwszego. Ma 23 lata. Posiada śmigło ze związanych gumką włosów, które pozwala mu latać. Wrogów pokonuje za pomocą ognistych rzutek. Na pierwszy rzut oka wygląda jakby nie miał rąk, stąd jego angielskie przezwisko (No Hands znaczy właśnie bez rąk). Pan Rączy trzyma ręce zakute w kajdany, ponieważ na wolności bardzo źle się zachowują z powodu klątwy, którą w młodości na niego rzucono. Mimo prób opanowania rąk, nie może się jej pozbyć. Cierpi na źle leczoną grzybicę, której nawroty nieraz uniemożliwiają mu udział w misjach. Zwykle spokojny i opanowany, ale czasem zdarza mu się wybuchnąć. Jest bardzo wysportowany i odważny, ale również niecierpliwy i zrzędliwy. W drugiej serii stracił status przywódcy na rzecz Lin Chunga, ale pozostał trenerem Oddziału. W Zielonych ma numer 020.
- Lin Chung – snajper Oddziału Pierwszego. Ma 18 lat. Jest siwy, nosi słomkowy kapelusz i częściowo odkrywającą mu klatkę piersiową czarną szatę. Dysponuje wzrokiem pantery, który pozwala mu dostrzegać rzeczy niewidoczne dla innych. Z niesamowitą sprawnością posługuje się bambusowym karabinem. Często ratuje Oddział Pierwszy z opresji. Jego pasją jest rysowanie. Tak bardzo je lubi, że często nawet wprowadza niepotrzebne zamieszanie i niebezpieczeństwo, żeby sobie coś narysować (zdarzyło mu się nawet zdezerterować, żeby móc narysować obraz węglem). Jego przyjaciele skrycie uważają, że jest beznadziejnym artystą, ale nie mówią mu tego, ponieważ wiedzą, że wtedy popadnie w depresję. Z czasem jego warsztat się poprawia i rysuje niesamowite obrazy. W drugim sezonie zostaje on wybrany na dowódcę Oddziału Pierwszego. Od swojego mistrza Tien Quana dostał wtedy Energię Harmonii, dzięki której może pokonać każdego wroga. W Zielonych ma numer 006.
- Hardy Sus (ang. Jumpy Ghostface) – królik, Król Królików (zwany też Królem Marchewek, co jest błędem w tłumaczeniu), który po pokonaniu przeszedł na stronę ludzi i został członkiem Pierwszego Oddziału. Ma 16 lat. Jest biały, nienaturalnie duży w porównaniu do rzeczywistości, ma czarne uszy z fioletowymi znaczeniami, których czasem używa niczym maski Ninja, najczęściej podczas skakania. Jest mistrzem skakanki. Ma bujną wyobraźnię i zawsze broni owadów. Nigdy nie mówi złożonymi zdaniami (a w odcinkach od 1 do 3a w ogóle nie mówi). Pod koniec odcinka Zamek Papug nauczył się mówić. Nie rozumie mowy innych zwierząt. W Zielonych ma numer 088.
- Sonia Enigma (ang. Mystique Sonia) – uważana za największą piękność wśród Zielonych. Ma 14 lat. Lubi kwiaty, dekoracje i inne ładne, dziewczęce rzeczy (oprócz torebek). Jej bronią jest długi język, którym z reguły wytwarza niewielkie tornada, rzadziej uderza lub oplata przeciwnika. Sonia Enigma nosi magiczną Yakshę na głowie (Yakshą staje się każdy, kto trzy razy z rzędu wyzna jej miłość i pozostaje on w tej postaci, aż uczucie przeminie. Yaksha to różowe nakrycie głowy z ustami na górze, które może się bardzo rozciągać. Bywa również bardzo zazdrosna) W odcinku „Zamek lwygrysów” Yaksha została spalona, ale odrodziła się z zakochanego w Soni żołnierza. Zajmuje się też karmieniem Oddziału Pierwszego magicznymi bułeczkami wyrastającymi z ziemi. Bułeczki dają wielką siłę na krótki czas. Dla zabawy rywalizuje z Krzepkim Rayem. W Zielonych ma numer 103.
- Krzepki Ray (ang. Mighty Ray) – członek Oddziału Pierwszego. Ma 15 lat. Posiada żółte, wyjmowane oczy pozwalające mu strzelać w przeciwników błyskawicami (jego własne, normalne oczy zostały kiedyś zmienione w kamień przez Braci Zebra). Kiedy ich używa, woła: Jestem Krzepki Ray! Strzeżcie się moich gał!. Energię do oczu dostarczają mu banany, których nie znosi, ale musi jeść. Amator rozśmieszania. Boi się ciemności. Lubi denerwować innych, szczególnie resztę Oddziału. Uważa się za najlepszego z całej armii Zielonych. Próbuje udowodnić wszystkim, że jest lepszy od Lin Chunga. W Zielonych ma numer 025.

### Drugoplanowe

#### Oddział Drugi
- Alfa Lala (ang. Alpha Girl) – dowódczyni Oddziału Drugiego, nie lubi Oddziału Pierwszego, rywalizują ze sobą o to, kto jest najlepszy. Do walki używa maczugi. Prawdopodobnie rywalizuje z Panem Rączym. W Zielonych ma numer 101.
- Złotooki Husky (ang. Gold-Eye Husky) – król legrysów, który po pokonaniu przeszedł na stronę Zielonych i został członkiem Oddziału Drugiego. Potrafi ziać ogniem i jest prawie niezniszczalny. Prawdopodobnie rywalizuje z Hardym Susem. W Zielonych ma numer 093.
- Kowloon – wojownik karate. Ma na plecach tatuaż przedstawiający grę w kółko i krzyżyk. Kilkakrotnie próbował przejść do Oddziału Pierwszego. Prawdopodobnie rywalizuje z Lin Chungiem. W Zielonych ma numer 023.
- Huragan (ang. Hurricane) – szaroskóry potężny członek Oddziału Drugiego. Do walki używa granatów i siekier. Jest bratem Łucznika. Prawdopodobnie rywalizuje z Krzepkim Rayem. W Zielonych ma numer 022.
- Łucznik (ang. Archer) – niebieskoskóry strzelec z Oddziału Drugiego. Do walki używa łuku. Jest bratem Huragana. Prawdopodobnie rywalizuje z Sonią Enigmą. W Zielonych ma numer 009.

#### Lotnictwo
- Mistrz Chou (ang. Master Chou) – lider grupy lotniczej. Ma na brzuchu tatuaż przedstawiający dłoń i jest najniższy z całej drużyny. Jest rygorystycznym przywódcą. Nie lubi Oddziału Pierwszego, ale uwielbia Lin Chunga. W Zielonych ma numer 086.
- Sikorka (ang. Rosefinch) – członkini grupy lotniczej. Prawa ręka Mistrza Chou. Jest zwiadowcą i dlatego to ona z reguły przekazuje Kapitanowi Małpickiemu informacje o prześladowaniach ludzi przez zwierzęta. W Zielonych ma numer 104.
- Burly – członek grupy lotniczej. Jest gruby i silny. Ma bardzo rozciągliwe ramiona, dlatego czasem jest używany jako żywa proca. W Zielonych ma numer 065.
- Mano – członek grupy lotniczej. Jest wysoki i ma opaskę na oku. W Zielonych ma numer 083.
- Mechanicy (ang. Air Force Staff) – niscy ludzie w maskach, którzy naprawiają i odpalają rakiety sił powietrznych.

### Epizodyczne
- Czołgiści (ang. Army Tank) – żołnierze, którzy towarzyszą Kapitanowi Małpickiemu w niektórych misjach. Każdy czołg obsługuje dwóch czołgistów – jeden porusza gąsienicami (nigdy nie zostało wyjaśnione, jak to się dzieje), a drugi strzela (Uderza w kule pięściami). Z czołgów potrafią stworzyć karuzelę zwaną „Podniebnym Czołgiem”, która dokonuje wielkich, niekontrolowanych zniszczeń, w końcu rozpadając się sama. Ich porucznik w Zielonych ma numer 085.
- Wściekły Kwan (ang. Red-Face Kwan) – dowódca piechoty. Jest zawsze wściekły z powodu kraba ściskającego jego pośladki. Kiedy krab jest usunięty wygląda komicznie, co rozluźnia dyscyplinę. Jego żołnierze są mistrzami kamuflażu i walczą oni strzelając grochem. W Zielonych ma numer 005.
- Bracia Żeglarze (ang. Sailor Brothers) – trzech braci, którzy towarzyszą Sammo podczas wypraw. Specjalizują się rzucaniem kołami. Podczas rejsów jeden brat jest nawigatorem, a pozostali obsługują armaty. W Zielonych mają numery 028, 029, 030.
- Lady Zgaga (ang. Rattle Diva) – gejsza, która gra na gitarze (muzykę klasyczną i rockową). Jej gra każdemu dodaje sił. Nienawidzi, gdy ktoś psuje jej koncert. Można ją wezwać przy pomocy gongu. Razem z Królem Pand i Królem Żyraf tworzy zespół Do-Re-Mi. Mieszka koło skały przy bazie Zielonych. W Zielonych ma numer 073.
- Sammo – niebieski wieloryb. Dołączył do Zielonych, by móc wykazywać się odwagą. Pływa wraz z Braćmi Żeglarzami. Jest bardzo tchórzliwy, ale gdy trzeba potrafi przezwyciężyć strach i ruszyć przyjaciołom na ratunek. Niegdyś był on mieszkaniem pustelnika, przez co ma problemy z oddychaniem. W Zielonych ma numer 044.
- Wu Sung – dentysta w armii Zielonych. Nazywany jest Zębowym Wojownikiem ze względu na przybory dentystyczne w jego mieczu. Jego brat zaginął w dzieciństwie i został Królem Psów. W Zielonych ma numer 014.
- Oddział Przeciwlotniczy (ang. Anti-Air Units) – żołnierze zajmujący się atakami na latające stworzenia lub samoloty. Ich kapitan w Zielonych ma numer 055.
- Ogrodnik (ang. Garderner Ching) – hoduje tykwy i dynie dla czołgistów. W Zielonych ma numer 102.
- Owocownik (ang. Fruiter) – strażnik przemieszczających się drzew humbatowych, których sok daje potęgę każdemu, kto go wypije. Trudno jest zdobyć jego zaufanie. Mimo początkowej niechęci, dołączył do Zielonych. W Zielonych ma numer 013.
- Człek pierwotny (ang. Origin Man) – jaskiniowiec ożywiony przez Dwuwładców. Pomógł Oddziałowi Pierwszemu i Królowi Krokodyli w jednej z walk z nimi. Potem dołączył do Zielonych. W Zielonych ma numer 070.
- Zielona Dama (ang. Lady Green) – piękna admirał Marynarki Wojennej Zielonych, mieszka w oceanie. Jest ubrana w staromodny strój nurka. Przyjaźni się z Lin Chungiem. W Zielonych ma numer 059.
- Buckley – niebieskawy królik podobny do Hardego Susa, który w jego imieniu sprawuje rządy w Królestwie Królików.
- Yan Ching – przywódca karłowatych ludzi. Ma niebiesko-żółtą skórę. Uważał, że „giganci” chcą pozbyć się jego rasy. Po poznaniu prawdy dołączył do Zielonych. Przyjaźni się z meduzami, jego ludzie wykorzystują do walki dzidy zatrute meduzim jadem. Ma numer 036.
- Kosmita – z powodu odłączenia od swojej rodziny mieszkał na asteroidzie uzbrojonej w macki, którą Dwuwładcy skierowali na Ukryte Królestwo. Asteroida została zniszczona przez Oddział Pierwszy, a kosmitą zajęli się Zieloni.
- Wojownik z Brązu (ang. Bronze Giant) – połączenie wszystkich bohaterów bazy Zielonych. Legendarny, tytułowy Heros 108. Ma moce wszystkich, którzy się na niego składają.

### Negatywni
- Dwuwładcy (ang. Twin Masters) – czerwono-niebiescy legendarni władcy Chaosu. Powstali tysiąc lat temu poprzez napromieniowanie Energią Chaosu księcia Yang Tu. Są mistrzami Wielkiego Szachraja. Pragną wprowadzić chaos i zniszczenie w Ukrytym Królestwie, werbując do tego wszystkie zwierzęta poprzez zniewolenie ich umysłów Energią Chaosu. W odcinku Wnętrze robota opętali (nietrwale) Kapitana Małpickiego. W odcinku Wojownik z Brązu przechodzą transformację do formy niepokonanej, po czym zostają zniszczeni Energią Harmonii Wojownika z Brązu.
- Wielki Szachraj (ang. HighRoller) – człowiek, który jest przyczyną wojny pomiędzy ludźmi i zwierzętami. Był niegdyś szczęśliwym, nadwornym błaznem. Obraził jednak Cesarza i został wygnany. Urażony Szachraj zaczął nienawidzić ludzi. Porażony piorunem zaczął władać językami zwierząt i użył swojej mocy, aby stworzyć Armię Zwierząt i zemścić się na ludziach. Uczył się od Shen Minga (rywal Tien Quana, mistrza Lin Chunga). Zachowuje się jak samolubne dziecko i mimo tego, że nie ma żadnych mocy, to przez swoje zamiłowanie do brudnych gierek jest groźnym przeciwnikiem. Nie lubi książek, natomiast uwielbia komiksy. Często próbuje przekupić zwierzęta lizakami, co zwykle mu się udaje. Wyglądem przypomina młodego chuligana. Jest łysy. Ma na głowie perukę przebitą strzałą. Jest rówieśnikiem i rywalem Mędrca Woo. Mimo siedzącego trybu życia i niezdrowej diety opartej na słodyczach, jest bardzo wysportowany. Często łączy się z Niedźwiedziakiem w Szachrajołaka. W odcinku Hydra zmienił się na krótko w Hydrę żywiołów. Na koniec odcinka Wojownik z brązu wrócił wraz z Niedźwiedziakiem i Braćmi Zebra do Wschodniej Cytadeli. W Zielonych zarezerwowano mu numer 000.
- Bracia Zebra – Czarny Pasiak i Biały Pasiak (ang. Zebra Brothers – Sparky Black and Sparky White) – dwie zebry kolejno czarna w białe paski i biała w czarne paski, słudzy Wielkiego Szachraja, nieraz przez niego pomiatani, prawdopodobnie są marszałkami jego dworu. Mówią po ludzku. Jak to zwykle bywa między braćmi wciąż się kłócą i robią sobie głupie żarty. Kiedy jest pełnia księżyca ich lampołaki mają magiczne moce, takie jak zmiana w kamień, stworzenie armii zebro klonów lub wprowadzanie w trans, z którego nie można się wybudzić. Jeśli nie ma pełni, lampołaki działają jak palnik lub helikopter, a ich użycie na wcześniej przeklętym cofnie zaklęcie. Rozumieją każde zwierzę. Przekazują rozkazy zwierzętom przy użyciu pacynki przedstawiającej Wielkiego Szachraja. Mimo że często się kłócą, to nie mogą bez siebie żyć. W odcinkach Zamek strusi i Wojownik z Brązu na krótko dołączali do Zielonych. W Zielonych mają numery 062 i 063.
- Niedźwiedziak (ang. Bearstomp) – Król Niedźwiedzi. Osobisty ochroniarz Wielkiego Szachraja, potrafi się z nim łączyć. Przez większość czasu śpi. Jak każdy niedźwiedź puszcza bańki nosem. Może też strzelać z armaty na głowie i wyrzucać swoją sztuczną łapę. Najlojalniejszy żołnierz Wielkiego Szachraja, nawet mając idealną okazję do odejścia (odcinek Gladiatorzy) pozostał wierny. W odcinku Wojownik z Brązu na chwilę dołączył do Zielonych, aby pomóc w pokonaniu Dwuwładców (numer 052). Po tym, jak udało się to osiągnąć, wrócił do Wielkiego Szachraja.
- Wojownicy Ciemności (ang. The Soldiers of Darkness) – wojownicy, którzy nienawidzą zwierząt. Ich symbolem jest czaszka. Walczą za pomocą shurikenów. Są dowodzeni przez Generała Ciemności (ang. Commander of Darkness). Generał boi się ciemności i z tego powodu nosi świeczkę (w drugiej serii zamienił ją na lampę naftową) na głowie. W odcinku Wejście smoka dołączył do Zielonych i ma numer 096.
- Ziemisty Potwór (ang. Soil-Based Creature) – potwór z meteorytu. Zbudowany jest z czarnej masy podobnej do smoły. Potrafi zasysać z ogromną siłą. Został pokonany przez Zielonych w odcinku Zacięty bój na morzu.
- Kosmiczne Cyklopy (ang. Cocky Aliens) – kosmici będący skrzyżowaniem kwiatu i cyklopa. Są prawie niezniszczalni. Można ich pokonać podbijając 100 razy, wtedy zmieniają się w trujące owoce. Potrafią przejąć ciało każdego wchodząc w jego głowę. Umieją też zmienić się w bombę i wytworzyć niezniszczalną kryształową tarczę.
- Kropek (ang. Spotter) – zielony królik, który niegdyś przegrał z Hardym Susem rywalizację o tron Królestwa Królików. Współdziałał z modliszkami próbując przejąć Zamek Królików w odcinku Pojedynek Ninja. Został pokonany przez Hardego Susa i wygnany.
- Minotaur – pół-człowiek, pół-byk. Porywa różne stworzenia z Ukrytego Królestwa i organizuje walki gladiatorów dla swojej rozrywki. Potrafi wydłużać swoje rogi. Jest prawie niezniszczalny.
- Najemnicy (ang. Bounty Hunters) – łowcy nagród z ciemnych zakątków Ukrytego Królestwa. Jeden z nich wygląda jak lew z ludzką głową, a drugi jak zielona kobra z rękami i głową jak „Krzyk” Edmunda Muncha. Stosują prowizoryczne, acz skuteczne metody. Są właścicielami pociągu (którym jest król grzechotników), który może być użyty jako więzienie. Dwuwładcy wynajęli ich, by pokonali Oddział Pierwszy.

### Zwierzęta
- Żółwie (ang. Turtles) – pierwsze zwierzęta, które dołączyły do Zielonych. Są zielono-brązowe, mogą być wielkie jak samochód i małe jak wrotki, ale przeważnie są wielkości deskorolki. Zwykle służą do transportu. Baza Zielonych to prawdopodobnie ich zamek. Walczą z reguły za pomocą armat przyczepianych do pleców. Król Żółwi wyróżnia się brodą. W Zielonych ma numer 075.
- Małpy (ang. Monkeys) – nic o nich nie wiadomo, poza tym, że ich królem jest Kapitan Małpicki.
- Króliki (ang. Rabbits) – używają do ataku skakanki i bomb z marchewek, potrafią też wydzielać z siebie toksyczne gazy. Są kolorowe, nienaturalnie duże w porównaniu do rzeczywistości. Torturowały ludzi przywiązując im do pleców wielkie marchewki i zmuszając do skakania przez skakankę. Ich królem jest Hardy Sus, będący obecnie członkiem Oddziału Pierwszego. Król Królików (Hardy Sus) wyróżnia się czarnymi uszami. W Zielonych ma numer 088.
- Zebry (ang. Zebras) – w serialu pojawiają się tylko Bracia Zebra. Potrafią bardzo szybko się toczyć, taranując wszystko na swojej drodze.
- Niedźwiedzie (ang. Bears) – w ich zamku (Wschodniej Cytadeli) Wielki Szachraj ma swoją główną siedzibę. Specjalizują się w puszczaniu baniek nosem. Żyją bardzo nowocześnie – ich zamek to miasto wybudowane na wodzie, ze stadionem ukrytym pod ziemią, rozbudowanymi podziemiami (w których mieszczą się lochy) i kilometrami dróg, po których jeżdżą dziesiątki samochodów z kaczkami jako klaksonami. Powstaje tam wiele megalomańskich projektów jak np. Wieża na księżyc. Niedźwiedzie są bardzo silne, potrafią też dobrze grać w piłkarzyki. Ich Król (Niedźwiedziak) wyróżnia się strojem szoguna. W Zielonych ma numer 052.
- Słonie (ang. Elephants) – używają gwizdków urodzinowych do atakowania. Po pokonaniu dołączyły do Zielonych. Potem ich Król używał trąby, aby wytworzyć chłodny wiatr. W Zielonych ma numer 105.
- Legrysy (ang. Ligers) – są prawie niezniszczalne. Ich ulubionym zajęciem jest rzucanie obręczy. Potrafią ziać ogniem. Król legrysów (Złotooki Husky) wyróżnia się paskami. W Zielonych ma numer 093.
- Wielbłądy (ang Camels) – wielbłądy dwugarbne uwielbiające malować. Ich ślina ma okropny zapach. Do ataku używają ogonów działających niczym baty oraz wybuchowych pędzli. Król Wielbłądów usiłuje dorównać Lin Chungowi, jednak mu nie wychodzi. Wyróżnia się on różową głową i paskami na garbach. W Zielonych ma numer 046.
- Papugi (ang. Parrots) – poruszają się przeważnie na ślimakach. Walczą za pomocą małych bomb. Król Papug był nauczycielem m.in. Kapitana Małpickiego i Braci Zebra. W Zielonych ma numer 024.
- Ślimaki Winniczki (ang. Snails) – transport papug. Ślimak Króla Papug potrafi wykrywać kłamstwa.
- Pandy i Żyrafy (ang. Pandas and Giraffes) – żyją razem w Zamku Pand i Żyraf. Walczą wykorzystując żyrafy jako katapulty wystrzeliwujące pandy. Król Pand i Król Żyraf uwielbiają muzykę (Król Pand gra na flecie, a Król Żyraf na bębnie), po dołączeniu do Zielonych założyli z Lady Zgagą zespół Do-Re-Mi. Król Pand ma w Zielonych numer 067, a Król Żyraf 002.
- Orły (ang. Eagles) – Kapitan Małpicki potrzebował ośmiu prób, aby zaprzyjaźnić się z nimi. Orły od początku walczą tak jak siły powietrzne Zielonych, tzn. plując z dużą szybkością pestkami winogron, trzymają też w chmurach gigantyczny szkielet, którym mogą bez problemu, przy odpowiednim manewrowaniu, zmiażdżyć każdego wroga. W zależności od aktualnej formy mogą też wykonywać inne ataki. W odcinku Bitwa powietrzna straciły pióra na głowach, zyskując możliwość tworzenia „drugiego Słońca”. W odcinku Zamek Łysych Orłów ich głowy utknęły w ziemi, Zebry ich wyjęły i zmieniły się w strusie, zyskując atak toczenia się w postaci kuli ze stada strusi. A w odcinku Zamek Strusi odzyskały zdolność latania, ponieważ Zebry zrobiły ciasne tunele, które wydłużyły ich ciała i skrzydła, ale potem przestały im pomagać, gdyż zebry ciągle robiły trudne i niebezpieczne próby. W odcinku Zacięty bój sił powietrznych połączyły się z nietoperzami i kurami, aby być potężniejsze, ale ich porzuciły. W tym samym odcinku wykonały też straszną maskotkę smoka, która się nie sprawdziła. W odcinku Powrót Pterodaktyli przechodzą transformację w pterodaktyle, pijąc zatruty sok z drzew humbatowych (pod tą postacią mogą przeprowadzać desanty znosząc jaja z ukrytymi w środku pterodaktylami), potem znowu zmieniają się w orły. W odcinku Yeti i Feniks Król Łysych Orłów został zamieniony w Feniksa. Gdy Lin Chung przywrócił mu dawną formę, dołączył do Zielonych. Ma w Zielonych numer 011.
- Pawiany (ang. Baboons) – kradły wodę ludziom z powodu pcheł, które zrzucił na nie Wielki Szachraj. Walczą za pomocą ognia, co powoduje u nich poparzenia na pośladkach. Potem zostały uwolnione od pcheł i dołączyły do Zielonych, gdzie Król Pawianów zajmuje się praniem. Ich hobby jest puszczanie bączków obrotowych. Ich Król w armii Zielonych ma numer 071.
- Pchły (ang. Fleas) – potrafią kontrolować umysły. Osłabia je woda. Wielki Szachraj użył ich, by kontrolować pawiany. Po kąpieli pawianów za pomocą chińskich mydlanych jagód pchły uciekły do lasu.
- Kaczki (ang. Ducks) – trzymają się silniejszych od siebie. Orłom służą za haki, a niedźwiedziom za klaksony.
- Kameleony (ang. Chameleons) – przez cały serial były sojusznikami Wielkiego Szachraja, pełniąc w jego armii taką samą funkcję jak żółwie u Zielonych. Królowa Kameleonów zjadła tyle much, że bardzo urosła. W odcinku Trzecie Zawody na Żółwich Działach Zebry powiedziały Szachrajowi, że Królowa Kameleonów zjadła lizaki przez co została wygnana od Wielkiego Szachraja i zaprzyjaźniła się z Oddziałem Drugim, potem jednak Szachraj przekupił ją wielkim lizakiem i do niego wróciła. W odcinku Wojownik z Brązu Królowa Kameleonów dołączyła do Zielonych na stałe. Ma w Zielonych numer 039.
- Muchy (ang. Mosquitoes) – buszują na śmietniku w Zamku Niedźwiedzi. Wielki Szachraj użył ich w Turnieju Mistrzów. Potem zjadła je Królowa Kameleonów i dlatego osiągnęła swój obecny rozmiar.
- Pawie (ang. Peacocks) – są bardzo punktualne (potrafią zmienić się w zegar). Pawie nie znoszą walk, uważają je za prymitywne. Ich zamek mieści się niedaleko wulkanu. Królowa Pawi wykorzystywała pióra z ogona do hipnotyzowania ludzi. Gdy dowiedziała się, że Yaksha kocha Sonię za przymioty ducha, dołączyła do Zielonych. W Zielonych ma numer 076.
- Wieloryby (ang. Whales) – żyją na własną rękę. Do Zielonych należy wielki, niebieski, ale bardzo tchórzliwy Sammo, a do armii Wielkiego Szachraja trzy fioletowe wieloryby. Potrafią stworzyć dłoń z wody. Mogą też pluć kulami armatnimi.
- Psy (ang. Dogs) – mieszkają na północy. Przez długi czas były przyjaciółmi ludzi, aż otrzymały od Wielkiego Szachraja „Drewnianego Opiekuna”, figurkę, która miała zastępować przewodnika psiego zaprzęgu. Walczą tocząc się jak śnieżne kule. Król Psów jest człowiekiem przebranym za psa i bratem Wu Sunga, wyróżnia się on mniejszą ilością futra niż inne psy. Po tym jak Krzepki Ray uratował je, dołączyły do Zielonych. Ich Król w Zielonych ma numer 041.
- Złote Rybki (ang. Goldfish) – sojusznicy Wielkiego Szachraja. Nie zostały pokazane. W odcinku Zamek Nosorożców przysłały Wielkiemu Szachrajowi w darze złote monety.
- Nosorożce (ang Rhinos) – atakują rogami i są prawie niezniszczalne. Nie lubią kraść. Wielki Szachraj powiedział im, że jeśli coś podstemplują, to będzie to należało do nich. Zaczęły stemplować wszystko co popadnie, aż zostały wyprowadzone z błędu i oddały wszystkie skradzione rzeczy. Potem Mędrzec Woo wymyślił maszynę do pisania ich pieczątkami. Król Nosorożców wyróżnia się tatuażem na głowie. W Zielonych ma numer 038.
- Lwy (ang. Lions) – używają grzyw do atakowania. Uwielbiają koszykówkę i są bardzo silne. Ich Król przegrał mecz koszykówki (rozgrywany kulą do kręgli) z Sonią i dołączył do Zielonych. W Zielonych ma numer 045.
- Krokodyle (ang.Crocodiles) – wykorzystywały automaty, na których nie można było wygrać, aby zarabiać dużo złota. Potrafią strzelać laserem, odbijanym przez złoto, z paszczy. Dołączyły do Zielonych kiedy Krzepki Ray wykonał z ich ukochanym jojo sztuczkę zwaną Kostka Neptuna. Ich Król w Zielonych ma numer 091.
- Pędraki (ang. Grubs) – najczęściej wylosowywana wygrana w Zamku Krokodyli.
- Koty (ang. Cats) – walczą bombami paprykowymi. Zabroniły się śmiać, ponieważ same nie mogły z powodu kłaczków w gardłach. Kiedy kłaczki wypadły po przejażdżce na karuzeli, koty dołączyły do Zielonych. Ich Król ma w Zielonych numer 007.
- Gepardy (ang. Cheetahs) – twórcy gry w podbijanie lotki, która pełni u nich funkcję rytualną. Potrafią atakować cętkami. Król i Królowa Gepardów potrafią łączyć się z Lin Chungiem, dzięki czemu ma on dłuższe nogi i jest tak szybki jak oni. Ich zamek dwukrotnie był celem ataku Kosmicznych Cyklopów. Ich Król i Królowa wyróżniają się kształtem oczu. Król Gepardów ma w Zielonych ma numer 087, a Królowa 051.
- Rekiny (ang. Sharks) – ich zamek mieści się we wraku łodzi. Walczą zębami obracającymi się jak piła tarczowa. Król Rekinów wyróżnia się kolorem oczu. Uwielbia on surfowanie. Gdy Lin Chung przypadkowo stworzył rzeźby ze skał, zachwycił się i dołączył do Zielonych. Ma w Zielonych numer 031.
- Pąkle (ang. Balanus) – przyczepiają się bez przerwy do skóry Sammo. Działają jak zbroja – utrudniają poruszanie się, ale chronią przed atakami. Ich usuwaniem zajmuje się Król Rekinów.
- Motyle (ang. Butterflies) – Król Motyli wtargnął na lekcje języka ludzi u Króla Papug i Hardy Sus uratował go przez zdenerwowanym nauczycielem. Również motyle ratują Hardego Susa i papugi przed Wojownikami Ciemności i Braćmi Zebra, tworząc iluzję armii królików. Po tym Król Motyli został przyjęty do klasy Króla Papug.
- Węże (ang. Snakes) – mieszkają w pudełkach, potrafią hipnotyzować i zmieniać wszystkich w jajopodobne figurki. Ich zamek jest pełen pułapek. Węże hipnotyzują, przyciągając uwagę ofiar specjalnymi maskami. Kiedy Królowi Węży spodobała się muzyka Soni dołączył do Zielonych i został ich DJ-em. Król Węży wyróżnia się faktem, że jest kobrą (pozostałe węże to żmije). Ma w Zielonych numer 034.
- Ośmiornice (ang. Octopi) – wyssały kolory z bazy Zielonych i Krzepkiego Raya. Walczą za pomocą kijków bambusowych i swojego atramentu. Gdy trafiły do wyobraźni Hardy Susa zostały uratowane przed pożarciem i dołączyły do Zielonych. Ich Król ma w Zielonych numer 008.
- Tyranozaury (ang. T-Rex) – pojawiają się sporadycznie. W wyobraźni Hardego Susa powstał amator ośmiorniczek na ciepło, pokonany przez królika. Wraz z Człekiem pierwotnym ożywiony został prawdziwy tyranozaur, który pomógł Zielonym w walce z Dwuwładcami, rzucając się z nimi w przepaść. Został niesłusznie uznany za poległego i od tamtej pory błąka się po ośnieżonych wyżynach.
- Woły i Czaple (ang. Egrets and Oxen) – żyją razem z powodu małżeństwa ich władców. Zajmują się rolnictwem. Walczą za pomocą katapult. Są zaciekłymi wrogami szarańczy, ale dzięki Hardemu Susowi zawierają z nimi pokój. Później zawierają go także z ludźmi. Król Wołów w armii zielonych ma numer 015, a Królowa Czapli 016. W bazie Zielonych zajmują się przyrządzaniem posiłków, głównie ryżu.
- Szarańcze (ang. Locusts) – stworzenia zjadające plony wołów i czapli. Potrafią łączyć swoją chmarę w cztery większe owady. Dzięki Hardemu Susowi zawierają pokój z Wołami i Czaplami, a za ich pośrednictwem także z ludźmi. Żyją w systemie republikańskim. Nie należą do Zielonych.
- Kraby (ang. Crabs) – zasypywały ludzi piaskiem. Konkurował z Lin Chungiem w konkursie rzeźbienia w piasku. Gdy rzeźba Króla Krabów zawaliła się i przysypała kraby Lin Chung je uratował i kraby dołączyły do Zielonych. Król Krabów wygląda jak koparka, przez co był często używany do kopania tuneli. W Zielonych ma on numer 064.
- Termity (ang. Termites) – zaatakowały bazę Zielonych. Przegonił je Król Skunksów.
- Skunksy (ang. Skunks) – były kierowane przez Białego Pasiaka, aby pokonać Zielonych. Potrafią wykonać śmierdzącego potwora, a także rzucać dynamitem. Po dołączeniu do Zielonych przepędziły termity z ich bazy. Ich Król wyróżnia się większą ilością futra. W Zielonych ma numer 019.
- Wieprze (ang. Pigs) – były kierowane przez Czarnego Pasiaka, aby pokonać Zielonych. Ich specjalnością jest wsysanie wszystkiego nosami, umieją też wywołać wibracje. Wieprze zostały wyleczone z kataru przez pawiany i dołączyły do Zielonych. Potem odkurzyły kwaterę Oddziału Pierwszego. Ich Król w Zielonych ma numer 042.
- Tygrysy (ang. Tigers) – walczyły dla Wielkiego Szachraja na pustyni. Dysponują one pociągiem, który ich zdaniem pozwala na podróże w czasie (tak naprawdę jedynie zmienia wiek pasażerów). Kiedy Wu Sung wyczyścił im zęby, przestały odczuwać frustrujący je ból i dołączyły do Zielonych. Ich Król ma w Zielonych numer 050.
- Skorpiony (ang. Scorpions) – dekorowały domy ludzi, a gdy ktoś zniszczył ich dekoracje zatruwały go jadem, który sprawia, że mimowolnie stoi się na głowie. Potrafią strzelać żądłami. W walce używają też szczypiec. Gdy Oddział Pierwszy pokonał Zebry, dołączyły do Zielonych i udekorowały ich bazę z okazji Nowego Roku. Ich Król w Zielonych ma numer 035.
- Świstaki (ang. Groundhogs) – kradły ludziom warzywa. Walczą obracając się jak młoty pneumatyczne. Wszystkie decyzje podejmuje za nie maszyna losująca Bogwah. Kiedy wypadło kółko, dołączyły do Zielonych i wyczyściły im tunele. Król Świstaków wyróżnia się większą ilością tatuaży pod oczami. W Zielonych ma numer 054.
- Dziobaki (ang. Duckbills) – walczą przybierając formę puzzli i rozpłaszczając przeciwników. Gdy Król i Królowa Gepardów podarli rysunek Lin Chunga, zanieśli go Królowi Dziobaków, swojemu staremu przyjacielowi, aby go poskładał jako, że uwielbia puzzle. Królowi Dziobaków spodobał się pomysł połączenia Lin Chunga z gepardami i dołączył do Zielonych. Ma w Zielonych numer 066.
- Jelenie (ang. Deer) – mieszkają w Górach Magnetycznych i z tego powodu poruszają się na magnesach. Przy użyciu podobnych do kamertonów rogów mogą wywoływać trzęsienia ziemi (Król Jeleni uderza młotem w rogi poddanych, ci przykładają je do ziemi i przenoszą na nią wibracje). Zebry oszukiwały Króla Jeleni mówiąc mu, że ludzie niszczą jego domki z kart, a same je niszczyły. Gdy Król Jeleni poznał prawdę, wypuścił ludzi i dołączył do Zielonych. Ma w Zielonych numer 089.
- Jeżozwierze (ang. Porcupines) – potrafią strzelać swoimi kolcami. Wielki Szachraj porwał siły powietrzne i kazał jeżozwierzom zniszczyć balony Oddziału Pierwszego. Król Jeżozwierzy został pokonany w konkursie strzelania do celu i dołączył do Zielonych. Ma w Zielonych numer 012.
- Owce (ang. Sheeps) – wykorzystywały kurczące się w wodzie swetry w celu torturowania ludzi. Królowa Owiec dołączyła do Zielonych po przegranym konkursie robienia na drutach. Ma w Zielonych numer 095.
- Pingwiny (ang. Penguins) – żywe kręgle, działające jak wańki-wstańki. Król Pingwinów wyróżnia się kształtem głowy. Do walki używa lustra z zorzy polarnej. Potrafi on wyskakiwać ze swojej skóry, aby je zdobyć. Po pokonaniu dołączył do Zielonych. W Zielonych ma numer 080.
- Żaby (ang. Frogs) – torturowały ludzi swoją muzyką, z której potrafią wytwarzać broń. Dołączyły do Zielonych po wysłuchaniu koncertu zespołu Do-Re-Mi. Ich Król ma w Zielonych numer 077.
- Nietoperze (ang. Bats) – były sojusznikami Wielkiego Szachraja, ale odeszły, kiedy armia orłów je porzuciła. Potrafią czytać w myślach. Ich Król w Zielonych ma numer 043.
- Kury (ang. Hens) – były sojusznikami Wielkiego Szachraja, ale odeszły, gdy armia orłów je porzuciła. Potrafią strzelać jajkami. Ich Królowa w Zielonych ma numer 037.
- Świetliki (ang. Skylights/Fireflies) – duże owady, potrafiące strzelać spalającymi promieniami, wyglądają ponuro i groźnie, razem mogą wytworzyć wir ognia. Król Świetlików wyróżnia się mniejszym rozmiarem i dłuższymi czułkami. Przed odcinkiem Wojownik z Brązu dołączyły do Zielonych w nieznanych okolicznościach. Ich Król ma w Zielonych numer 057.
- Kangury (ang. Kangaroos) – mają bardzo silne nogi, ale słabe ręce. Wielki Szachraj obraził Króla Kangurów i Króla Goryli, więc ci dołączyli do Zielonych. Często łączą się oni, aby mieć dużą siłę. Król Kangurów w Zielonych ma numer 107.
- Goryle (ang. Gorillas) – mają bardzo silne ręce, ale słabe nogi. Wielki Szachraj obraził Króla Goryli i Króla Kangurów, więc ci dołączyli do Zielonych. Często łączą się oni, aby mieć dużą siłę. Król Goryli w Zielonych ma numer 094.
- Ogończe (ang. Stingrays) – gatunek płaszczek, potrafią nie tylko pływać, ale także latać. Mogą razić piorunami z ogona. Bracia Zebra zaśmiecali ocean i zrzucali to na Zielonych. Dołączyły do Zielonych po poznaniu prawdy. Ich Król ma w Zielonych numer 026.
- Pangoliny (ang. Pangolins) – potrafią taranować wszystko zwijając się w kule, wykorzystują do walki drewnianego robota, którym poruszają działając jak koła zębate. Uważały ludzi za bezbronne stworzonka i przetrzymywały ich, ale gdy dowiedziały się, że tak nie jest, dołączyły do Zielonych. Ich Królowa ma w Zielonych numer 100.
- Szopy Pracze (ang. Raccoons) – są bardzo urocze, ale zupełnie dzikie. Nie wydaje się, aby uczestniczyły w wojnie.
- Jaszczurki (ang. Lizards) – do walki używają języków lub fal uderzeniowych, wywoływanych przez ich kołnierze. Król Jaszczurek udawał, że dołączył do Zielonych, aby porwać Oddział Pierwszy i otrzymać za to nagrodę. Gdy się mu to nie udało, został pokonany i pozbawiony władzy przez swoich poddanych. Później, po bitwie z najemnikami Dwuwładców, powrócił do Zielonych. Ma w Zielonych numer 049.
- Mewy (ang. Seagulls) – są silnymi i dzielnymi wojownikami. Król Mew (wyróżnia się brodą) jest doświadczony i honorowy, ale nieczuły i arogancki. Mewy dołączyły do Zielonych, gdy Lin Chung uratował Księcia Mew (pomiatanego przez ojca z powodu wrodzonej ciamajdowatości, którą dzięki pomocy Oddziału Pierwszego pokonał) od upadku z klifu. Książę ma w Zielonych numer 048.
- Latające Wiewiórki (ang. Flying Squirrels) – potrafią miotać wybuchającymi orzechami. Gnębiły wioskę ludzi, ale zostały pokonane przez Króla i Księcia Mew. Luźno związane z armią Wielkiego Szachraja, o czym świadczy fakt, że przyjmują zlecenia (jeden z ataków zlecił im Generał Ciemności). Po bitwie z najemnikami Dwuwładców dołączyły do Zielonych. Ich Król ma w Zielonych numer 053.
- Osy (ang. Wasps) – atakują usypiającymi żądłami. Dołączyły do Zielonych, gdy Lin Chung pokonał Króla Os przez zamknięcie w tykwie zasysającej powietrze. Ich Król ma w Zielonych numer 097.
- Dzięcioły (ang. Barbets) – zostały wysłane przez Wielkiego Szachraja, aby ukraść sok z drzew humbatowych. Gdy zrozumiały, że mogłoby to zabić wszystko, łącznie z nimi, dołączyły do Zielonych. Ich Król ma w Zielonych numer 033.
- Krety Gwiazdonose (ang. Star-Nosed Moles) – mało znane zwierzęta. Porywały ludzi, ponieważ myślały, że budowa studni to atak na nie. Gdy Kapitan Małpicki uratował ich Króla przed zawaleniem się na niego kamieni, dołączyły do Zielonych. Ich Król ma w Zielonych numer 098.
- Pancerniki (ang. Armadillos) – Król Pancerników to stary przyjaciel Kapitana Małpickiego. Gdy Zieloni postanowili dać żółwiom urlop, zostały zastąpione przez pancerniki. Pancerniki są szybkie i odważne, ale też brutalne i nieostrożne. Ich Król ma w Zielonych numer 099.
- Sowy (ang. Owls) – myślały, że ludzie ukradli ich amulet, a zrobili to Bracia Zebra. Po poznaniu prawdy dołączyły do Zielonych. Król sów jest puchaczem, pozostałe sowy to płomykówki. Król ma w Zielonych numer 090.
- Kamienne Gąsienice (ang. Rock Caterpillars) – potrafią strzelać kleistą substancją, która z odpowiednimi dodatkami wytwarza mieszankę, po kilku godzinach stającą się niezniszczalną. Porzucone przez Wielkiego Szachraja i kameleony, dołączyły do Zielonych. Ich Król ma w Zielonych numer 032.
- Jaki (ang. Yaks) – atakowały ludzi w swojej świątyni. Po bitwie z najemnikami Dwuwładców dołączyły do Zielonych. Ich Król ma Zielonych numer 021.
- Chomiki (ang. Hamsters) – Król Chomików to legendarny samuraj, miłujący spokojne życie w rodzinnym gronie. Zebry przekonały go, że Oddział Pierwszy nie znosi dzieci. Po wygranej walce z Braćmi Zebra u boku Lin Chunga dołączył do Zielonych. Ich król ma w Zielonych numer 106.
- Legwany (ang. Iguanas) – są podobne do jaszczurek pod względem taktyki, umiejętności i wyglądu, tyle że mają kolce na grzbiecie. Mieszkają na pustyni. Są sojusznikami Wielkiego Szachraja.
- Sępy (ang. Vultures) – jedyne bezstronne zwierzęta uczestniczące w wojnie występujące w serialu. Mieszkają na pustyni. Król Sępów i Król Orłów są Braćmi.
- Żurawie (ang. Cranes) – atakowały ludzi żurawiami origami, bo Bracia Zebra przekonali Króla Żurawi, że Oddział Pierwszy chce pozbawić go piór. Po pokonaniu dołączył on do Zielonych. Mimo podeszłego wieku, Król Żurawi wciąż zachowuje siły i witalność dzięki tradycyjnym chińskim ćwiczeniom. W armii Zielonych ma numer 074.
- Alpaki (ang. Alpacas) – górskie stworzenia opętane przez Dwuwładców. Oddział Pierwszy uwolnił je od Energii Chaosu i alpaki dołączył do Zielonych. Ich Król ma w Zielonych numer 058.
- Latające Ryby (ang. Flying Fish) – ryby ze skrzydłami i krokodylimi paszczami. Potrafią latać i długo obyć się bez wody. Przed odcinkiem Wojownik z Brązu dołączyły do Zielonych w nieznanych okolicznościach. Ich Król ma Zielonych numer 069.
- Ślimaki (ang. Slugs) – były kolekcjonerami zwierząt. Gdy Lin Chung pokonał potwora stworzonego przez Braci Zebra, dołączyły do zielonych. Ich Król ma w Zielonych numer 004.
- Stonogi Olbrzymie (ang. Centipedes) – są szybkie i zwrotne. Ich woskowina wywołuje mutacje. Nie wiadomo, po której stronie stoją.
- Koale (ang. Koalas) – przyjazne stworzenia lubiące zawody sportowe, zwłaszcza zapasy. Król Koali to stary przyjaciel Kapitana Małpickiego. Po oszukaniu przez Wojowników Ciemności dołączyły do Zielonych. Ich Król ma w Zielonych numer 079.
- Chrząszcze/Chrabąszcze (ang. Beetles) – razem z Wielkim Szachrajem próbowały przejąć Ostrze Mrocznego Ognia. Walczą przechwytując wyładowania elektryczne. Pancerze zrzucane przez nie mogą być wykorzystane przez innych. Po pokonaniu dołączyły do Zielonych. Ich Król ma w Zielonych numer 082. Nazwy Chrząszcze i Chrabąszcze są w serialu używane wymiennie.
- Zębacze (ang. Wolf Eels) – ziemne węgorze bez oczu broniące Ostrza Mrocznego Ognia. Są bardzo niebezpieczne. Nie uczestniczą w wojnie.
- Bizony
- Sokoły
- Pumy
- Żarłacze
- Smoki (ang. Dragons) – mieszkają w górach na Dalekim Wschodzie. Potrafią latać i ziać ogniem. Nie należą do Zielonych, ale się z nimi przyjaźnią.
- Modliszki (ang. Mantis) – są najemnikami. Walczą dla tego, kto im zapłaci. Ich szczypce są bardzo ostre. Żyją w systemie republikańskim.
- Lisy (ang. Foxes) – potrafią atakować uszami. Król Lisów dowodzi armią pająków i świetnie się w tym sprawdza. Król Lisów jest mocno związany z rodziną – wiernie służył Wielkiemu Szachrajowi, gdy ten porwał jego żonę i dzieci. Gdy Oddział Pierwszy pomógł mu uwolnić rodzinę, dołączył do Zielonych. Ma w Zielonych numer 060.
- Pająki (ang. Spiders) – żywe czołgi. Potrafią strzelać wybuchową, lepką pajęczyną. Ich długie nogi świetnie sprawdzają się podczas przemieszczania się po pustyni. Armią pająków dowodzi Król Lisów. Król Pająków dołączył do Zielonych razem z Królem Lisów. W Zielonych ma numer 047.
- Ryby z Głębiny (ang. Lantern Fish) – gigantyczne żabnice dorównujące rozmiarem wielorybom. Walczą za pomocą światełka na głowie – strzelając z niego laserem oraz hipnotyzując, światełko służy także do komunikacji. Król Ryb z Głębiny porwał Króla Ośmiornic i Króla Ogończy. Później, gdy Zieloni potrzebowali dostać się na dno morza, Małpickiemu udało się przekonać Króla Ryb z Głębiny do dołączenia do Zielonych. Ma on w Zielonych numer 068.
- Meduzy (ang. Jellyfishes) – przyjaźnią się z karłowatymi ludźmi. Ich jad pomniejsza, ale jego działanie jest nietrwałe. Przed odcinkiem Wojownik z Brązu dołączyły do Zielonych w nieznanych okolicznościach. Ich Król ma w Zielonych numer 092.
- Słonie Morskie (ang. Sea Elephants) – swoją strukturą przypominają akordeon. Wyglądają jak morsy. Razem z Krabami Pustelnikami walczyły z Oddziałem Pierwszym. Po porzuceniu przez Dwuwładców dołączyły do Zielonych. Ich Król ma w Zielonych numer 017.
- Foki (ang. Seals) – służą słoniom morskim jako armaty.
- Kalmary (ang. Squids) – służą słoniom morskim jako pociski.
- Kraby Pustelniki (ang. Hermit Crabs) – noszą muszle na grzbietach i zbroje na nogach. Razem z Lampartami Morskimi walczyły z Oddziałem Pierwszym. Po porzuceniu przez Dwuwładców dołączyły do Zielonych. Ich Król ma w Zielonych numer 081.
- Pytony (ang. Pythons) – przewidziały, że pijawki zaatakowały Króla Lwów. Zanim wytłumaczyły się z ataku na jego klona, zostały przegonione przez Oddział Pierwszy. Nie należą do Zielonych, ale walczą z Wielkim Szachrajem.
- Pijawki (ang. Leechs) – dzięki „posmakowaniu” innych potrafią zmienić się w ich dokładne kopie. Zaatakowały bazę Zielonych za namową Wielkiego Szachraja. Jednak przekonały się, że zostały oszukane i dołączyły do Zielonych. Ich Król ma w Zielonych numer 056.
- Koniki Morskie (ang. Seahorses) – żywe karabiny. Przyczepiając się do czyjejś ręki, łączą swoją moc z mocą tego kogoś. W ich państwie toczy się wojna domowa pomiędzy konikami pomarańczowymi a konikami niebieskimi, prawdopodobnie o następstwo tronu (walczą ze sobą dwaj książęta). Dzięki pomocy Dwuwładców wciągnięty zostaje w nią Oddział Pierwszy i dwór Wielkiego Szachraja. W odcinku Wojownik z Brązu niebieski Książę dołączył do Zielonych. W Zielonych ma on numer 072.
- Leniwce (ang. Sloths) – są bardzo szybkie. Dla niepoznaki noszą futra, które spowalniają ich ruchy. Uważały, że ludzie niszczą ich domy, więc niszczyły wioski w okolicy lasu. Po wyprowadzeniu z błędu dołączyły do Zielonych. Ich Król ma w Zielonych numer 084.
- Hieny (ang. Hyenas) – rabusie klejnotów zostali zamienieni w hieny i bronią jaskini zmieniającej każdego w jego zwierzęce „ja”. Ich specjalnością jest atak wyciem. Są silne, ale tchórzliwe. Nie uczestniczą w wojnie.
- Pantery (ang. Panthers) – są bardzo podobne do gepardów. Potrafią dostrzec rzeczy niewidzialne dla innych. Lin Chung podszywał się pod Króla Panter w odcinku Wnętrze robota.
- Łabędzie (ang. Swans) – za pomocą skrzydeł tworzą tornada. Sonia podszywała się pod Królową Łabędzi w odcinku Wnętrze robota.
- Dziki (ang. Boars) – potrafią strzelać piorunami z rogów. Są idealnymi taranami. Krzepki Ray podszywał się pod Króla Dzików w odcinku Wnętrze robota.
- Ostrygo-Piranie (ang. Oyster-Rahmas) – małże z ostrymi zębami. Strzelają perłami. Próbowały pozbawić ocean wody na polecenie Dwuwładców, ale Małpicki odwiódł je od tego i przekonał do dołączenia do Zielonych. Ich Król ma w Zielonych numer 010.
- Orangutany (ang. Orangutans) – mieszkają na małych wyspach na oceanie. Bardzo ważne są dla nich banany. Nie uczestniczą w wojnie.
- Wilki (ang. Wolves) – słudzy Minotaura. Są uzbrojone w paralizatory. Porywają różne istoty z Ukrytego Królestwa.
- Mandryle (ang. Mandriils) – są podobne do gorylii, Ich król został porwany przez minotaura. Nie uczestniczą w wojnie
- Niedźwiedzie Polarne (ang. Polar Bears) – w odcinku Yeti i Feniks Król Niedźwiedzi Polarnych został zamieniony w Yeti. Gdy Lin Chung przywrócił mu dawną formę, dołączył do Zielonych. W Zielonych ma numer 078.
- Helodermy (ang. Gila Monsters) – sojusznicy Wielkiego Szachraja. Nie zostały pokazane. W odcinku Yeti i Feniks Lin Chung wspomina, że zostały niegdyś pokonane przez Oddział Pierwszy.
- Wiro-Wilki (ang. Roto-Wolves) – wilki noszące śmigła z liści, które powalają im latać, a także służą za bumerangi. Potrafią strzelać swoimi pazurami. Mieszkają w Żelaznym Lesie. Lin Chung pokonał Króla Wiro-Wilków i stworzenia te, zgodnie ze swoimi zasadami, uznały go za przywódcę i dołączyły do Zielonych. Ich Król ma w Zielonych numer 061.
- Mrówki (ang. Ants) – były opętane przez Dwuwładców i próbowały spalić Ukryte Królestwo. Ich lampki potrafią odbijać ataki. Są bardzo silne. Po tym jak Oddział Pierwszy uratował je od śmierci w lawie, dołączyły do Zielonych. Ich Królowa ma w Zielonych numer 018.
- Warany (ang. Komodo Dragons) – na świecie istnieją tylko dwa warany. Są one pierwotnym złem – walczyły z ludźmi jeszcze przed powstaniem Dwuwładców. Warany potrafią strzelać kulami ognia. W młodości miały na grzbiecie czerwone łuski, co upodabniało je do stegozaurów. Gdy Lin Chung przypadkowo cofnął się w czasie trafił warany Energią Harmonii, co zmieniło ich nastawienie do ludzi. Ponieważ wraz z tym wydarzeniem warany w przyszłości zniknęły, można przypuszczać, że ludzie, zapewne wykorzystując ich złagodzone nastawienie, wytępili je.
- Rozdymki (ang. Blowfish) – ryby atakujące kolcami. Potrafią się nadymać, a ich Król, wyróżniający się małym rozmiarem w stosunku do poddanych, najbardziej z nich („nadmuchany” potrafi bezproblemowo przemieszczać się po lądzie). Wraz z Wielkim Szachrajem próbowały zatopić bazę Zielonych. Po pokonaniu dołączyły do Zielonych. Ich Król w Zielonych ma numer 027.
- Grzechotniki (ang. Rattlesnakes) – żywe pociągi. Ich król był używany przez łowców nagród. Nie uczestniczą w wojnie.
- Hipopotamy (ang. Swamp Hippos) – występują w różnych rozmiarach. Uścisk ich szczęk można rozluźnić blokując im nerw na pysku. Walczą za pomocą zębów – małe hipopotamy gryzą, większe strzelają zębami niczym pociskami. Przeładowują się zamykając paszczę. Ich Król (wyróżniający się znacznie większym rozmiarem) został wyleczony z Energii Chaosu (poprzez wyrwanie naładowanych nią zębów) przez Wu Sunga i hipopotamy dołączyły do Zielonych. Król Hipopotamów ma w Zielonych numer 040.

## Obsada
- Ian James Corlett –
  - Kapitan Małpicki
  - Pan Rączy
  - Krzepki Ray
  - Kowloon
- Adrian Petriw –
  - Mędrzec Woo
  - Czarny Pasiak
- Andrew Francis –
  - Lin Chung
  - Król Papug
  - Jeden z żołnierzy
- Kelly Sheridan –
  - Sonia Enigma
  - Sikorka
- Tabitha St Germain –
  - Alpha Lala
  - Archer
  - Lady Zgaga
- Brian Drummond –
  - Wielki Szachraj
  - Biały Pasiak
  - Hardy Sus
  - Bracia Żeglarze
  - Mistrz Chou

### Wersja polska
Wersja polska: SDI Media Polska

Reżyseria: Agnieszka Zwolińska

Dialogi: Anna Wysocka i Maciej Wysocki

Wystąpili:
- Karol Wróblewski – Lin Chung
- Joanna Węgrzynowska-Cybińska – Sonia Enigma
- Grzegorz Drojewski – Krzepki Ray
- Krzysztof Szczerbiński –
  - Hardy Sus,
  - Wielki Szachraj
- Mieczysław Morański – Pan Rączy
- Stefan Knothe – Mędrzec Woo
- Łukasz Talik – Bracia Zebra
- Modest Ruciński – Kapitan Małpicki
- Paweł Ciołkosz – Mistrz Chou
- Tomasz Kozłowicz – Burly
- Marek Robaczewski –
  - Mano
  - Jeden z żołnierzy
- Zbigniew Konopka – Król Papug
- Izabela Dąbrowska –
  - Sikorka
  - Lady Zgaga

i inni
Lektor: Tomasz Kozłowicz

## Serial
- Serial liczy 52 odcinki, prawie każdy składa się z dwóch segmentów.
- Po raz ostatni w telewizji Cartoon Network serial był emitowany 1 stycznia 2014 roku.

### Spis odcinków
| Premiera odcinka | Numer | Polski tytuł                         | Angielski tytuł                           |
| ---------------- | ----- | ------------------------------------ | ----------------------------------------- |
|                  |       |                                      |                                           |
| SERIA PIERWSZA   |       |                                      |                                           |
|                  |       |                                      |                                           |
| 31.05.2010       | 01    | Zamek Królików                       | Rabbit Castle                             |
| 31.05.2010       | 01    | Zamek Słoni                          | Elephant Castle                           |
|                  |       |                                      |                                           |
| 01.06.2010       | 02    | Zamek Lwygrysów                      | Liger Castle                              |
| 01.06.2010       | 02    | Zamek Wielbłądów                     | Camel Castle                              |
|                  |       |                                      |                                           |
| 02.06.2010       | 03    | Zamek papug                          | Parrot Castle                             |
| 02.06.2010       | 03    | Zawody na żółwich działach           | Turtle Cannon Competition                 |
|                  |       |                                      |                                           |
| 03.06.2010       | 04    | Zamek pand i żyraf                   | Pandaffe Castle                           |
| 03.06.2010       | 04    | Zamek orłów                          | Eagle Castle                              |
|                  |       |                                      |                                           |
| 04.06.2010       | 05    | Zamek Pawianów                       | Baboon Castle                             |
| 04.06.2010       | 05    | Turniej Mistrzów                     | Folk Game Competition                     |
|                  |       |                                      |                                           |
| 05.06.2010       | 06    | Zacięty Bój Żółwiej Armii            | Pitched Battle of the Tank Army           |
|                  |       |                                      |                                           |
| 07.06.2010       | 07    | Zamek Wielbłądów II                  | Camel Castle II                           |
| 07.06.2010       | 07    | Drugie zawody na żółwich działach    | Turtle Cannon Competition II              |
|                  |       |                                      |                                           |
| 07.06.2010       | 08    | Zamek Słoni II                       | Elephant Castle II                        |
| 07.06.2010       | 08    | Zamek Pawi                           | Peacock Castle                            |
|                  |       |                                      |                                           |
| 08.06.2010       | 09    | Zacięty bój na morzu                 | The Pitched Battle of the Navies          |
|                  |       |                                      |                                           |
| 09.06.2010       | 10    | Zamek Psów                           | Dog Castle                                |
| 09.06.2010       | 10    | Zamek nosorożców                     | Rhino Castle                              |
|                  |       |                                      |                                           |
| 10.06.2010       | 11    | Zamek Lwów                           | Lion Castle                               |
| 10.06.2010       | 11    | Zamek Krokodyli                      | Crocodile Castle                          |
|                  |       |                                      |                                           |
| 11.06.2010       | 12    | Zamek Kotów                          | Cat Castle                                |
| 11.06.2010       | 12    | Zamek Gepardów                       | Cheetah Castle                            |
|                  |       |                                      |                                           |
| 12.06.2010       | 13    | Bitwa powietrzna                     | Air Battle                                |
| 12.06.2010       | 13    | Zamek Rekinów                        | Shark Castle                              |
|                  |       |                                      |                                           |
| 13.06.2010       | 14    | Zamek Papug II                       | Parrot Castle II                          |
| 13.06.2010       | 14    | Turniej mistrzów II                  | Folk Game Competition II                  |
|                  |       |                                      |                                           |
| 14.06.2010       | 15    | Zamek Węży                           | Snake Castle                              |
| 14.06.2010       | 15    | Zamek Ośmiornic                      | Octopus Castle                            |
|                  |       |                                      |                                           |
| 15.06.2010       | 16    | Zamek Wołów i Czapli                 | Egret Ox Castle                           |
| 15.06.2010       | 16    | Festiwal Fajerwerków                 | Firework Castle of East Citadel           |
|                  |       |                                      |                                           |
| 16.06.2010       | 17    | Zamek Kameleonów                     | Chameleon Castle'                         |
| 16.06.2010       | 17    | Zamek Łysych Orłów                   | Bald Eagle Castle'                        |
|                  |       |                                      |                                           |
| 17.06.2010       | 18    | Zacięty bój armii Wieprzy i Skunksów | Fierce Battle of the Pig and Skunk Armies |
| 17.06.2010       | 18    | Zamek Krabów                         | Crab Castle                               |
|                  |       |                                      |                                           |
| 18.06.2010       | 19    | Zacięty bój o Wielki Chiński Pociąg  | Pitched Battle of the Great Wall          |
|                  |       |                                      |                                           |
| 19.06.2010       | 20    | Trzecie Zawody na żółwich działach   | Turtle Cannon Competition III             |
| 19.06.2010       | 20    | Zamek Skorpionów                     | Scorpion Castle                           |
|                  |       |                                      |                                           |
| 20.06.2010       | 21    | Mecz Piłkarzyków                     | Table Soccer Competition                  |
| 20.06.2010       | 21    | Zamek Świstaków                      | Groundhog Castle                          |
|                  |       |                                      |                                           |
| 21.06.2010       | 22    | Zamek Dziobaków                      | Duckbill Castle                           |
| 21.06.2010       | 22    | Zamek Strusi                         | Ostrich Castle                            |
|                  |       |                                      |                                           |
| 22.06.2010       | 23    | Zamek Jeleni                         | Deer Castle                               |
| 22.06.2010       | 23    | Zamek Jeżozwierzy                    | Porcupine Castle                          |
|                  |       |                                      |                                           |
| 23.06.2010       | 24    | Zamek Owiec                          | Sheep Castle                              |
| 23.06.2010       | 24    | Zamek Pingwinów                      | Penguin Castle                            |
|                  |       |                                      |                                           |
| 24.06.2010       | 25    | Zamek Żab                            | Frog Castle                               |
| 24.06.2010       | 25    | Zamek Gepardów II                    | Cheetah Castle II                         |
|                  |       |                                      |                                           |
| 25.06.2010       | 26    | Zacięty bój sił powietrznych         | Pitched Battle of the Air Force           |
|                  |       |                                      |                                           |
| SERIA DRUGA      |       |                                      |                                           |
|                  |       |                                      |                                           |
| 06.05.2012       | 27    | Wędrówka Lin Chunga                  | The Rise of Lin Chung                     |
|                  |       |                                      |                                           |
| 12.05.2012       | 28    | Terakotowa armia                     | The Terra Cotta Warriors                  |
| 12.05.2012       | 28    | Najsilniejszy cios                   | Strongest Punch & Kick                    |
|                  |       |                                      |                                           |
| 13.05.2012       | 29    | Ogończe                              | Stingray                                  |
| 13.05.2012       | 29    | Zamek Pangolinów                     | Pangolin Castle                           |
|                  |       |                                      |                                           |
| 19.05.2012       | 30    | Król Jaszczurek                      | The Lizard King                           |
| 19.05.2012       | 30    | Książę Mew                           | Prince Of Seagulls                        |
|                  |       |                                      |                                           |
| 20.05.2012       | 31    | Ogrodnik                             | The Fruiter                               |
| 20.05.2012       | 31    | Gwiazdonosy                          | Star Nosed Moles                          |
|                  |       |                                      |                                           |
| 26.05.2012       | 32    | Wielkie Małe Żółwie                  | Big Baby Turtles                          |
|                  |       |                                      |                                           |
| 27.05.2012       | 33    | Potwór z cienia                      | Shadow Monster                            |
| 27.05.2012       | 33    | Genialny duet                        | Duo Canon                                 |
|                  |       |                                      |                                           |
| 02.06.2012       | 34    | Najlepsi z najlepszych               | Second to None                            |
| 02.06.2012       | 34    | Król Chomików                        | The Hamster King                          |
|                  |       |                                      |                                           |
| 03.06.2012       | 35    | Powrót Pterodaktyli                  | The Return Of The Pterodactyls            |
| 03.06.2012       | 35    | Biały Żuraw                          | White Crane                               |
|                  |       |                                      |                                           |
| 09.06.2012       | 36    | Gały Krzepkiego Raya                 | The Eyes Of Mighty Ray                    |
|                  |       |                                      |                                           |
| 10.06.2012       | 37    | Kolekcjoner                          | Animal Collector                          |
| 10.06.2012       | 37    | Powrót Tyranozaura                   | Resurrection of T-Rex                     |
|                  |       |                                      |                                           |
| 16.06.2012       | 38    | Zemsta Generała Ciemności            | Revenge of the Commander of Darkness      |
| 16.06.2012       | 38    | Ostrze Mrocznego Ognia               | The Sword of Dark Fire                    |
|                  |       |                                      |                                           |
| 17.06.2012       | 39    | Wejście Smoka                        | Enter the Dragon                          |
| 17.06.2012       | 39    | Pojedynek ninja                      | Ninja Fight                               |
|                  |       |                                      |                                           |
| 23.06.2012       | 40    | Król Lisów i pajęcze czołgi          | Fox King and the Arachno Tanks            |
| 23.06.2012       | 40    | Statek widmo                         | The Ghost Ship                            |
|                  |       |                                      |                                           |
| 24.06.2012       | 41    | Meduzi myk                           | Jelly Fish Jam                            |
| 24.06.2012       | 41    | Demoniczne serce                     | Demon Heartland                           |
|                  |       |                                      |                                           |
| 30.06.2012       | 42    | Król Pijaw                           | Leech King                                |
| 30.06.2012       | 42    | Oddział Trzeci                       | The Third Squad                           |
|                  |       |                                      |                                           |
| 01.07.2012       | 43    | Pokusa Morskiego Konika              | Seahorse Temptation                       |
| 01.07.2012       | 43    | Król Leniwców                        | Sloth King                                |
|                  |       |                                      |                                           |
| 07.07.2012       | 44    | Wnętrze robota                       | Animals Inside                            |
|                  |       |                                      |                                           |
| 08.07.2012       | 45    | Otchłań mroku                        | The Dark Below                            |
| 08.07.2012       | 45    | Gladiatorzy                          | Gladiators                                |
|                  |       |                                      |                                           |
| 14.07.2012       | 46    | Zamek Potworów                       | The Monster Castle                        |
| 14.07.2012       | 46    | Yeti i Feniks                        | The Yeti & Phoenix                        |
|                  |       |                                      |                                           |
| 15.07.2012       | 47    | Kurs kolizyjny                       | Collision Course                          |
| 15.07.2012       | 47    | Cyber zwierzaki                      | Cyber Animals                             |
|                  |       |                                      |                                           |
| 21.07.2012       | 48    | Wiro-wilki                           | Roto-wolves                               |
| 21.07.2012       | 48    | Współpraca                           | Teammates                                 |
|                  |       |                                      |                                           |
| 22.07.2012       | 49    | Hydra                                | High Roller Hydra                         |
| 22.07.2012       | 49    | Czas ucieka                          | Time To Go Homes                          |
|                  |       |                                      |                                           |
| 28.07.2012       | 50    | Atak z morza                         | Marine Mine                               |
| 28.07.2012       | 50    | Zamiana                              | About Faces                               |
|                  |       |                                      |                                           |
| 29.07.2012       | 51    | Profesjonaliści                      | The Professional                          |
| 29.07.2012       | 51    | Hipopotamy                           | Swamp Hippos                              |
|                  |       |                                      |                                           |
| 04.08.2012       | 52    | Wojownik z brązu                     | The Bronze Giant                          |
|                  |       |                                      |                                           |